# Región de Momase
La región de Momase (oficialmente: Momase Region) es una de las cuatro regiones que reagrupan las provincias del Estado Independiente de Papúa Nueva Guinea. Ocupa la parte boreal del país y se encuentra subdivida en cuatro provincias:
1. Madang
2. Morobe
3. Sandaun
4. Sepik Oriental

## Geografía
La región de Momase corresponde a la mayor parte del antiguo territorio de la Nueva Guinea Alemana, situada en el norte de la isla.
Abarca una extensión territorial de 142.600 kilómetros cuadrados y tiene una población de 1.424.752 habitantes. Linda al sur con la región de Papúa, al oeste con la provincia indonesia de Papúa, y al este con la región de las Islas.

## Función
Las regiones tradicionales de Papúa Nueva Guinea no constituyen unidades administrativas ni desempeñan un papel económico ni político. Pero se recurre a ellas frecuentemente en estadísticas y documentos oficiales producidos por las autoridades papuanas, así como en folletos de información, turísticos u otros, para clasificar las 19 provincias del país en cuatro unidades de mayor rango.